# Dia Mundial do Urbanismo
O Dia Mundial do Urbanismo é uma data comemorativa instituída em 1949, e é celebrado anualmente a cada dia 8 de Novembro, e tem como objetivo promover a consciência, a sustentação, a promoção e a integração entre a comunidade e o Urbanismo.
A data foi sugerida em 1934 e se tornou oficial em 1949, sendo reconhecida em mais de 30 países.

## Histórico
A data foi criada pelo professor e engenheiro argentino Carlos Maria Della Paolera em 1934, quando ele era o então diretor do Instituto de urbanismo da Universidade de Buenos Aires, em seu manifesto intitulado “El Simbolo del Urbanismo” (O Símbolo do Urbanismo). O manifesto surge um ano depois da Carta de Atenas, que expressou o pensamento urbanístico da época.
Nesse manifesto ele também cria a bandeira do Urbanismo, que reúne em suas cores os elementos naturais essenciais à vida: Sol (em amarelo), vegetação (em verde) e ar (em azul). Esses elementos fazem referência ao equilíbrio entre a natureza e os seres humanos. O símbolo do urbanismo foi adotado no Congresso de Urbanismo de Besançon, em 1935, no 1º Congresso Argentino de Urbanismo, em Buenos Aires, em 1935, e no 1º Congresso de Urbanismo do Chile, em 1938.
Entretanto, apenas em 1949 o Dia Mundial do Urbanismo foi reconhecido pela Organização das Nações Unidas, que instituiu a data comemorativa. A Organización Internacional Del dia Mundial del Urbanismo, criada pelo professor Paolera e sediada em Buenos Aires também é criada.

No Brasil, o ex-presidente José Sarney sancionou a data em 1985. Mais de 30 países também reconhecem a data.